# Премия Муз-ТВ 2009
7-я ежегодная национальная премия в области популярной музыки Муз-ТВ состоялась 5 июня 2009 года в спортивном комплексе «Олимпийский».
Зарубежными гостями этой премии стали американская певица Кэти Перри, шведский исполнитель Дэнни Сауседо, французская певица Иза Феррер, британский музыкант Брайан Ферри, франкоязычная певица Лара Фабиан, а также канадская рок-группа Sum41.
Ведущими премии стали резидент Comedy Club Вадим Галыгин и телеведущая Ольга Шелест.
Премия Муз-ТВ 2009 года номинировалось на звание лучшей «информационно-развлекательной программы» на премии ТЭФИ.

## Голосование
Процесс голосования проходил в два этапа. Сначала эксперты отбирали пять претендентов в каждую из 12 категорий, а после оглашения списка номинантов 11 апреля 2009 года стартовало зрительское голосование, которое закончилось в день церемонии. Победители были объявлены 5 июня 2009 года в прямой трансляции из спортивного комплекса «Олимпийский».

## Выступления
Во время выступления группы «Ранетки» одна из солисток коллектива, Женя Огурцова, получила ожог глаз из-за запущенного на сцене фейерверка.
| Исполнитель                      | Песня                               |
| -------------------------------- | ----------------------------------- |
| Банд’Эрос                        | «Адьос»                             |
| Дэнни Сауседо                    | Radio                               |
| «А’Студио» и «Отпетые мошенники» | «Сердцем к сердцу»                  |
| «БиС»                            | «Кораблики»                         |
| «Ранетки»                        | «Остановись»                        |
| Serebro                          | Never Be Good                       |
| Centr feat. Баста                | «Город дорог»                       |
| Ани Лорак                        | «Солнце»                            |
| Иза Феррер                       | On fait l’amour                     |
| Валерия                          | Wild                                |
| Тимати                           | Groove On                           |
| МакSим                           | «Не отдам»                          |
| «Бумбокс»                        | «Вахтёрам»                          |
| Валерий Меладзе                  | «Вопреки»                           |
| Сергей Лазарев                   | Lazerboy                            |
| Sum41                            | The Hell Song, In Too Deep, Fat Lip |
| Т9                               | «Ода нашей любви»                   |
| Александр Градский               | «Как молоды мы были»                |
| «ВИА Гра»                        | My Emancipation                     |
| Брайан Ферри                     | Don’t Stop the Dance, Slave to Love |
| DJ Leonid Rudenko                | Destination                         |
| Дима Билан                       | Lonely                              |
| «Звери»                          | «Я с тобой»                         |
| Кэти Перри                       | One of the Boys                     |
| Кэти Перри                       | Hot n Cold                          |
| Кэти Перри                       | Waking Up in Vegas                  |
| Кэти Перри                       | Thinking of You                     |
| Кэти Перри                       | I Kissed a Girl                     |

## Номинации
Ниже представлен полный список победителей и номинантов премии. Победители отмечены галочкой.

### Лучшая песня
Believe — Дима Билан 

«Манхэттен» — «Банд’Эрос»

«Плохая девочка» — «Винтаж» и Елена Корикова

«Научусь летать» — МакSим

«Ода нашей любви (Вдох-выдох)» — Т9

### Лучший исполнитель
Сергей Лазарев 

Валерий Меладзе

Григорий Лепс

Дима Билан

Тимати

### Лучшая исполнительница
МакSим 

Ани Лорак

Валерия

Виктория Дайнеко

Кристина Орбакайте

### Лучшая поп-группа
«БиС» 

«А’Студио»

«ВИА Гра»

«Винтаж»

Serebro

### Лучшая рок-группа
«Звери» 

«Король и Шут»

«Моральный кодекс»

«Мумий Тролль»

Uma2rmaH

### Лучший хип-хоп проект
«Бумбокс» 

«Банд’Эрос»

НоГГано

Т9

Тимати

### Лучший дуэт
Стас Пьеха и Григорий Лепс — «Она не твоя» 

A'Studio и «Отпетые мошенники» — «Сердцем к сердцу»

«Винтаж» и Елена Корикова — «Плохая девочка»

Леонид Руденко и Nicco — Destination

«Инфинити» и DIP Project — «Где ты?»

### Лучший альбом
«Ранетки» — «Ранетки» 

Family Бізнес — «Бумбокс»

«Вся жизнь моя — дорога…» — Григорий Лепс

«Быль в глаза» — «Каста»

«Куда приводят мечты» — Uma2rmaH

### Лучшее видео
Believe — Дима Билан 

«Катя» — «БиС»

«Боль!» — Валерия

My Emancipation — «ВИА Гра»

«Скажи, не молчи» — Serebro

### Лучший саундтрек
«Ангелы» — «Ранетки», OST «Ранетки» 

«Вахтёрам» — «Бумбокс», OST «Красный жемчуг любви»

«Вопреки» — Валерий Меладзе, OST «Адмиралъ»

«Самая лучшая песня» — ДжаниRадари и Павел Воля, OST «Самый лучший фильм»

«Мой адмирал» — «Любэ» и Виктория Дайнеко, OST «Адмиралъ»

## Специальные награды
- За вклад в российскую музыкальную индустрию: Александр Градский
- За вклад в мировую музыкальную индустрию: Брайан Ферри